# Équipe cycliste Blue Water
Pour les articles homonymes, voir Bluewater.
L'équipe cycliste Blue Water est une équipe cycliste danoise qui participe aux circuits continentaux de cyclisme et en particulier l'UCI Europe Tour. En 2010 l'équipe fusionne avec Designa Køkken, pour former l'équipe Designa Køkken-Blue Water.
En 2012, l'équipe revient sous le nom de Blue Water avant de fusionner avec la formation Trefor et de devenir en 2014 Trefor-Blue Water.

## Championnats nationaux
- Championnats du Danemark : 2
  - Course en ligne espoirs : 2013 (Lasse Norman Hansen)
  - Contre-la-montre espoirs : 2013 (Lasse Norman Hansen)

## Classements UCI
L'équipe participe aux circuits continentaux et principalement à des épreuves de l'UCI Europe Tour. Le tableau ci-dessous présente les classements de l'équipe sur les différents circuits, ainsi que son meilleur coureur au classement individuel.
UCI Europe Tour
| Saison | Classement par équipes | Meilleur coureur au classement individuel |
| ------ | ---------------------- | ----------------------------------------- |
| 2007   | 125e                   | Thomas Bendixen (1108e)                   |
| 2008   | 69e                    | Daniel Foder (288e)                       |
| 2009   | 97e                    | Rasmus Christian Quaade (642e)            |
| 2012   | 84e                    | Rasmus Christian Quaade (331e)            |
| 2013   | 37e                    | Lasse Norman Hansen (50e)                 |

## Blue Water en 2013[1]

### Effectif
| Cycliste                | Date de naissance | Nationalité | Équipe 2012                     |
| ----------------------- | ----------------- | ----------- | ------------------------------- |
| Daniel Foder            | 07.04.1983        | Danemark    | Christina Watches-Onfone        |
| Rasmus Guldhammer       | 09.03.1989        | Danemark    | Christina Watches-Onfone        |
| Lasse Norman Hansen     | 11.02.1992        | Danemark    | Blue Water                      |
| Christian Jersild       | 05.03.1992        | Danemark    | Blue Water                      |
| Jacob Kjeldsen          | 03.02.1982        | Danemark    |                                 |
| Jacob Nielsen           | 12.01.1978        | Danemark    | Blue Water                      |
| Mathias Møller Nielsen  | 19.03.1994        | Danemark    |                                 |
| Morten Øllegård         | 06.02.1988        | Danemark    | Concordia Forsikring-Himmerland |
| Mark Sehested Pedersen  | 06.11.1991        | Danemark    | Blue Water                      |
| Søren Pugdahl           | 17.10.1987        | Danemark    | Blue Water                      |
| Thomas Riis             | 31.08.1992        | Danemark    | Blue Water                      |
| Frederik Thalund Jensen | 09.02.1993        | Danemark    | Blue Water                      |
| Aske Vorre              | 24.05.1993        | Danemark    | Tre-For                         |

### Victoires
| Date       | Course                                              | Pays      | Classe | Vainqueur              |
| ---------- | --------------------------------------------------- | --------- | ------ | ---------------------- |
| 20/04/2013 | Grand Prix Herning                                  | Danemark  | 1.2    | Lasse Norman Hansen    |
| 01/05/2013 | Grand Prix de Francfort espoirs                     | Allemagne | 1.2U   | Lasse Norman Hansen    |
| 10/05/2013 | 2e étape du Tour de Berlin                          | Allemagne | 2.2U   | Lasse Norman Hansen    |
| 12/05/2013 | Classement général du Tour de Berlin                | Allemagne | 2.2U   | Mathias Møller Nielsen |
| 31/05/2013 | Championnat du Danemark du contre-la-montre espoirs | Danemark  | CN     | Lasse Norman Hansen    |
| 02/06/2013 | Championnat du Danemark sur route espoirs           | Danemark  | CN     | Lasse Norman Hansen    |
| 04/06/2013 | 1rea étape du Tour de Slovaquie                     | Slovaquie | 2.2    | Mathias Møller Nielsen |